# Metallica
Metallica (транскр.  Металика) је америчка хеви метал и треш метал група основана у октобру 1981. године у Лос Анђелесу (Калифорнија).
Бенд је основан када је Џејмс Хетфилд одговорио на оглас који је поставио бубњар Ларс Улрих у локалним новинама. Тренутни састав убраја дугогодишњег гитаристу Кирка Хамета (који се придружио 1983. године) и басисту Роберта Трухиља (у саставу од 2003), поред поменутих Хетфилда и Улриха. Бивши чланови бенда су Дејв Мастејн (који је касније основао Мегадет) и басисти Рон Магавни, Клиф Бартон и Џејсон Њустед. Бенд има дугогодишњу сарадњу са продуцентом Бобом Роком који је продуцирао све албуме од 1990. до 2003. године и служио као повремени басиста.
Металикина рана издања карактерисали су брз темпо, инструментали и агресивне свирке, што је означило бенд као део „велике четворке“ треш метал поджанра, заједно са бендовима Слејер, Мегадет и Антракс. Бенд је придобијао обожаваоце у подземној музичкој заједници, као и међу критичарима својим трећим албумом Master of Puppets издатим 1986. године. Овај албум сматран је најутицајнијим и једним од најбољих треш метал албума. Металика је постигла позамашан комерцијални успех својим истоименим петим албумом, Metallica(често називан The Black Album), који је дебитовао на првом месту на Billboard 200. Овим издањем бенд је проширио свој музички правац, што је резултовало албумом који је био ближи широј музичкој публици.
Металика је објавила девет студијских албума, три албума уживо, две сингл плоче, 24 музичка спота и 45 синглова. Бенд је освојио девет Греми Награда и имао пет узастопних албума који су дебитовали на првом месту на  ранг листи, што је до тада био рекорд. Албум из 1991. године Metallica продат је у 15 милиона примерака у Америци а у 22 милиона примерака широм света, што га чини 25. најпродаванијим албумом у држави. У 2009. години овај албум постао је најпродаванији албум Sound Scan ере, престижући албум из 1999. године, Come On Over Шанаје Твејн. Бенд је, према проценама, продао преко 100 милиона албума широм света од изласка њиховог последњег албума,Hardwired... to Self-Destruct. Од децембра 2009. године Металика је четврти најпродаванији бенд (у конкуренцији и посебних музичара) од када Sound Scan ера прати продају, 25. маја 1991. године, само у САД.

## Хронологија

### Рани период
Металика је основана у Лос Анђелесу касне 1981. године када је бубњар Ларс Улрих поставио оглас у локалним новинама садржине: „Бубњар у потрази за другим метал музичарима ради импровизације са Тајгерс оф Пен Тенг, Дајмонд Хед и Ајрон Мејден.“ Гитаристи Џејмс Хетфилд и Хју Танер јавили су се поводом тог огласа. Иако још није формирао бенд, Ларс је понудио оснивачу издавачке куће Metal Blade Records, Брајану Слаглу снимање песме за наилазећи компилацијски албум Metal Massacre I. Слагл је прихватио понуду а Ларс је ангажовао Хетфилда као вокалисту и ритам гитару. Бенд је званично основан октобра 1981. године, пет месеци након што су се Ларс и Џејмс упознали.
Ларс је у разговору са својим пријатељем Роном Квинтаном питао како би могао да назове бенд. Квинтана му је понудио два назива, Метал Манија и Металика, а Ларс је одабрао ово друго. Други оглас постављен је у новинама The Recycler за место соло гитаристе. Поводом огласа јавио се Дејв Мастејн. Приметивши његову скупу гитарску опрему, Ларс и Џејмс су га ангажовали. Ране 1982. године Металика је снимила своју прву оригиналну песму, „Hit the Lights“ на албуму Metal Massacre I. Хетфилд је свирао бас а Лојд Грант је одсвирао гитарски соло. У издању овог албума из 1982. године назив бенда је погрешно написан: „Mettallica“. Иако бесни због ове грешке, успели су да привуку доста пажње овом песмом, тако да је бенд имао први наступ уживо већ 14. марта 1982. године на Radio City у Ајнхајму где је позицију бас-гитаре имао ангажовани Рон Мекгавни. Металика је снимила свој први демо албум, Power Metal. Јесени 1982. године Ларс и Џејмс присуствовали су наступу у ноћном клубу Whisky a Go Go у западном Холивуду, у ком је учествовао басиста Клиф Бартон из бенда Траума. Били су одушевљени Бартоновом употребом педале за бас-гитару и понудили му да се придружи Металики. Хетфилд и Мастејн су желели да отпусте Магавнија јер, према њиховим речима, није био креативан већ је само пратио оно шта остали доприносе бенду и музици. Иако је Бартон спочетка одбио ту понуду, до краја године ипак је пристао уз услов да се бенд пресели у El Cerrito, у близини Сан Франциска. Први наступ са Бартоном био је у ноћном клубу The Stone марта 1983. године, а прво снимање са Бартоном био је демо албум из 1983. године, Megaforce.
Металика је била спремна да сними свој дебитантски албум, али пошто Metal Blade кућа није била у могућности да покрије додатне трошкове, бенд је почео да сагледава друге могућности. Промотер концертних наступа Џони Зазула, који је чуо Металикин демо, понудио је да посредује у договору о снимању албума између Металике и њујоршких издавачких кућа. Након што су неки од њих одбили сарадњу, Зазула је, узимајући паре на зајам за трошкове снимања, уговорио са Металиком снимање у сопственој издавачкој кући, Megaforce Records.

### и(1983–1984)
Маја 1983. године Металика је отпутовала за Рочестер, Њујорк ради снимања дебитантског албума Metal Up Your Ass, а Пол Требало је да Кручио буде главни продуцент. Чланови бенда су одлучили да отпусте Мастејна из бенда због проблема са дрогом и насилничког понашања непосредно пре састанка 11. априла 1983. године. Гитариста бенда Егзодус, Кирк Хамет, придружио се бенду истог поподнева.
Дејв Мастејн, који је касније основао Мегадет, изразио је одређену дозу одбојности према Хамету у интервјуима, изјављујући како му је Хамет украо посао. Мастејн је био страшно љут зато што је веровао да је Хамет постао популаран свирајући на гитари оно што је он написао. У интервјуу 1985. године Мастејн је критиковао Хамета говорећи како га овај имитира у песми No „Life 'til Leather“. Металикин први наступ уживо са Кирком Хаметом био је 16. априла 1983. године у једном ноћном клубу у Њу Џерзиу.
Дебитантски албум у почетку је требало да носи назив Metal Up Your Ass. Због сукоба са издавачком кућом и дистрибутерима око назива албума преименован је у Kill 'Em All. Издат под окриљем Megaforce Records у Америци и Music for Nations у Европи, албум је доспео на 120. позицију на  ранг листи 1988. године. Иако албум није доживео велики финансијски успех, ипак је Металики привукао велики број обожаваоца у подземној музичкој хеви метал сцени. Металика је потом имала и турнеју за овај албум заједно са бендом Рејвен. Фебруара 1984. године Металика је подржала Веном на њиховој турнеји, где су наступали пред 7.000 људи у Холандији.
Металика је снимила други студијски албум Ride the Lightning у студију Sweet Silence у Копенхагену у Данској. Издат августа 1984. године албум је достигао позицију 100 на Billboard 200 ранг листи. Француска штампарска кућа је грешком омот албума офарбала у зелену боју. Неке песме са албума су: „For Whom the Bell Tolls“, „Fade to Black“, „Creeping Death“ (која носи библијску причу о одсељавању Јевреја из Египта, фокусирајући се на неколико клетви које је Мојсије бацио на Египћане) и инструментал „The Call of Ktulu“. Дејв Мастејн је добио заслуге за песме „Ride the Lightning“ и „The Call of Ktulu“.

### (1984–1986)
Директор издавачке куће Elektra Records Мајкл Алаго и један од оснивача компаније Q-Prime Management Клиф Брнстајн присуствовали су септембра 1984. године Металикином концерту. Импресионирани оним што су видели, потписали су уговор са бендом за Електра Рекордс. Бенд је постао и клијент компаније Q-Prime Management. Металикин растући успех је био такав да је британска издавачка кућа Music for Nations издала ограничено издање сингла „Creeping Death“ који је продат у 40.000 копија. Две од три песме овог издања („Am I Evil?“ и „Blitzkrieg“) појавиле су се на Електрином реиздању из 1989. године албума Kill 'Em All. Металика је кренула на своју прву велику европску турнеју са бендом Тенк где су у просеку наступали пред 1.300 људи. Повратак у САД обележен је у знаку турнеје са бендовима ВАСП и Армоурд Сејнт. Бенд је наступао на свом до тада највећем концерту на фестивалу Монстерс оф рок 17. августа 1985. године са бендовима Бон Џови и Рет у Енглеској, где су наступали пред 70.000 људи. Наступ у Оукленду у Калифорнији на фестивалу Day on the Green био је пред 60.000 људи.
Марта 1986. године бенд је снимио свој трећи студијски албум, Master of Puppets. Албум је достигао позицију 29 на Billboard 200 ранг листи, проводећи 72 недеље на тој листи. То је био први албум који је добио сертификат „златан“ 4. новембра 1986. године, а шест пута је проглашен платинским. Стив Хјуи сматра га највећим достигнућем бенда. Након издања албума Металика је подржала турнеју Озија Озборна по САД. Хетфилд је поломио ручни зглоб возећи скејтборд па је турнеју наставио само као вокалиста, а ритам гитару је свирао гитарски техничар бенда Џон Маршали.

### Бартонова смрт и(1986–1987)
Дана 27. септембра 1986. године током европске турнеје чланови бенда су извлачили карте да би видели ко ће на ком лежају спавати у аутобусу. Бартон је победио и изабрао да спава на Хаметовом лежају. Негде при свитању, у близини Дорарпа у Шведској, возач аутобуса је изгубио контролу и проклизао, након чега се аутобус преврнуо неколико пута. Улрих, Хетфилд и Хамет су претрпели лакше повреде. Међутим, Бартон је задобио тешке повреде, јер је био прикљештен испод аутобуса, након чега је преминуо. Хетфилд је, присећајући се догађаја, изјавио: Видео сам како га је аутобус буквално прикљештио док су му ноге вириле изван. Полудео сам. Возач је покушао да извуче ћебе испод њега како би помогао осталима. Викнуо сам му да га не дира, пре чега сам већ хтео да га убијем. Нисам знао да ли је пијан. Само сам знао да је он возио а да Клиф више није био жив.
Отприлике 40 људи се пријавило за аудицију за бас-гитару, укључујући и Хаметовог друга из детињства. Било је доста басиста из пуно различитих бендова. Џејсон Њустед, који је научио читаву Металикину сетлисту, након пробе са члановима из бенда, био је примљен као замена за Бартона. Џејсонов први живи наступ са бендом био је исте године у Раседи у Калифорнији. Бенд је представио Џејсона провером једења лоптица васабија.
Након што се Њустед придружио бенду, напустили су Ел Серито и преселили се у околину градова Беркели и Олбани, пре него што су се коначно преселили у Сан Рафаел на северу Сан Франциска. Турнеја је била завршена ране 1987. године. Марта 1987. године Хетфилд је поново поломио зглоб возећи скејтборд, што је натерало бенд да откажу наступ Saturday Night Live. Августа 1987. године Е. П. под називом The $5.98 E.P.: Garage Days Re-Revisited је био објављен. Овај Е. П. је изашао као провера новог музичког студија, провера талента Џејсона Њустеда и као ослобађање од туге и стреса насталог због Бартонове смрти. Видео-снимак под називом „Cliff 'Em All“ објављен је 1987. године и био је нека врста комеморације Клифу Бартону и његовим трима годинама проведеним у бенду. Снимак садржи бас солаже, приватне снимке и слике.

### (1988–1990)
први је студијски албум након Бартонове смрти, издат 1988. године. Албум је имао значајан комерцијални успех, достижући позицију 6 на Billboard 200 ранг листи, и први је Металикин албум који је ушао у топ 10. Постао је платински 9 недеља након објаве. Њустедови бас делови су намерно мало утишани на албуму као део континуираног ниподаштавања која је доживљавао. Његове музичке идеје су такође биле одбациване, али ипак је добио одређене заслуге за композицију „Blackened“. Било је неких жалби поводом продукције. Наиме, Стив Хју из компаније „Allmusic“ навео је како Ларсови бубњеви више пуцкетају него што дрмају, а да гитаре танко зује. Албум је пратила промотивна турнеја „Damaged Justice“.
Године 1989. Металика је први пут номинована за награду Греми за албум …And Justice for All у категорији најбољег хард рок/хеви метал наступа, вокала или инструментала. Иако је Металика била фаворит за победу, награда је додељена бенду Џетро Тал за албум Crest of a Knave. Избор је изазвао контроверзе међу фановима и штампи, док су чланови бенда стојали покрај бине чекајући да приме награду након извођења песме „One“. Џетро Тал је менаџер саветовао да не присуствују додели јер је очекивао да ће Металика добити награду. Добитник је објављен у часопису „Entertainment Weekly“.
Након објављивања албума бенд је објавио и свој први музички спот за песму „One“. Бенд је изводио песму у напуштеном складишту а снимак је био прерађен у складу са филмом Johnny Got His Gun. Уместо да организује договор о лиценци, бенд је откупио права на филм. Прерађена верзија је достављена МТВ-ју, без додатних елемената из филма, које је МТВ цензурисао. Касније су прихватили прерађену верзију, а видеом се Металика први пут представила гледаоцима. Спот је гласањем доспео до 38. позиције 1999. године када је МТВ објавио своју листу 100 најбољих спотова свих времена, и појавио се на едицији 25. годишњице А. Д. Д. видеа, која је приказивала најпопуларније спотове на МТВ-ју у задњих 25 година.

### (1990–1993)
Октобра 1990. године Металика је ушла у студио One on One у северном Холивуду ради снимања свог новог албума. Боб Рок, који је пословао са бендовима Дкалт, Бон Џови и Матли Кру, унајмљен је за продуцента. Албум Metallica (познат и под називом The Black Album) ремиксован је три пута и коштао је милион долара. Иако је дистрибуција била у застоју до 1991. године, албум је заузео прво место на Billboard 200 ранг листи и продат је у 650.000 примерака током прве недеље. Управо овај албум је заслужан за пажњу коју је Металика изазвала код шире публике, био је 15 пута платинаст у САД, што га чини 26. најпродаванијим албумом у држави свих времена. Турнеја која је пратила албум трајала је 14 месеци, а бенд је свирао по САД, Великој Британији и Јапану. Априла 1992. године Металика се појавила на концерту одавања поште Фредију Меркјурију, наступајући са три песме. Након тога Хетфилд је извео песму „Stone Cold Crazy“ са остатком чланова групе Квин и Томијем Лијем.
У току заједничког наступања 8. августа 1992. године бендова Металике и Ганс ен' роузиз Џејмс Хетфилд је патио од опекотина другог и трећег степена на лицу, рукама и ногама. То се десило вероватно због забуне са пиротехником, када је Џејмс упао у пламен величине 3,7 метара током извођења песме „Fade to Black“. Гитарски техничар Џон Маршал поново је заменио Хетфилда у ритам гитари током остатка турнеје, јер Џејмс није био у стању да свира тако да је само певао. Новембра 1993. године изашао је и живи албум под називом Live Shit: Binge & Purge. Колекција је садржала 3 ЦД-а, три приватна снимка и једну књигу.

### и(1994–1999)
Након скоро три године турнеје и промоције албума Metallica, укључујући и наступ на Вудстоку 1994. године, бенд се вратио студијском снимању за свој шести студијски албум. Бенд је био на краткој паузи лета 1994. године и имао наступ на отвореном на Донингтон Парку у Уједињеном Краљевству, где су наступали и бендови Слејер, Скид Роу, Слешиз Снејкпит, Терапи и Короужн оф конформити. Кратка турнеја била је под називом „Escape from the Studio '95“. Бенд је скоро годину дана провео снимајући нове песме, што је резултовало албумом Load из 1996. године, који је дебитовао на првом месту на  ранг листи, по други пут када је у питању овај бенд. Омот албума дело је Андреаса Серана, под називом „Blood and Semen III“. Овај албум означио је промену музичког правца бенда, када су и чланови пошишали дуге косе које су до тада имали. Металика је предводила алтернативни рок фестивал „Lollapalooza“ лета 1996. године.
Током ране продукције албума бенд је припремио довољно материјала за још један албум. То је резултовало пратећим албумом ReLoad. И овај албум је дебитовао на првом месту на  ранг листи, и достигао друго место на листи Top Canadian Album. Хетфилд је у видео-запису Some Kind of Monster изјавио како се претпостављало да ће песме са ових албума бити просечног квалитета те да су биле прерађиване како би биле спремне за објаву. Промоција албума била је на ноћној представи на телевизији Ен-Би-Си децембра 1997. године извођењем песама „Fuel“ и -„{The Memory Remains}-“.
Металика је 1998. године саставила дупли албум прерађених песама под називом Garage Inc... Први диск садржи прерађене песме бендова Дајмонд Хед, Килинг Џоук, Мисфитс, Тин Лизи, Мерсифул Фејт и Блек Сабат. Други диск био је оригинални албум The $5.98 E.P.: Garage Days Re-Revisited. Албум је заузео другу позицију на  ранг листи.
Металика је 21. и 22. априла 1999. године снимила два наступа са симфонијским оркестром Сан Франциска којим је дириговао Мајкл Камен. Камен, који је претходно радио са продуцентом песме „Nothing Else Matters“, представио је бенду идеју о упаривању металике са симфонијским оркестром. Металика је снимила две нове песме, заједно са Каменом, за овај наступ: No Leaf Clover и Minus Human. Аудио-записи и сцене са концерта објављени су 1999. године као албум и концертни филм под називом S&M. Албум је такође достигао другу позицију на  ранг листи, а на Top Internet Albums листи чак прву позицију.

### Спор са Напстером (2000–2001)
Металика је 2000. године открила да се демо-верзија песме „I Disappear“, која је требало да се појави у филму Немогућа мисија 2 као филмска тема, појавила на радију. Пратећи траг цурења песме у јавности бенд је открио да се појавила као фајл у Напстеру, мрежи за дељење фајлова, заједно са читавом дискографијом бенда, при чему је све било потпуно бесплатно. Покренут је поступак против Напстера када је Металика поднела тужбу суду у Калифорнији, наводећи да је Напстер прекршио три области закона о ауторским правима. У парницама именована су три универзитета за кршење ауторских права: Универзитет Јужне Калифорније, Универзитет Јејл и Индијана, док појединци нису именоване. Јејл и Индијана су блокирали овај сервис у својим мрежама па је Металика повукла тужбе против ових универзитета. Јужна Калифорнија је, ипак, имала састанак са студентима ради утврђивања будућности Напстера. Школска управа је захтевала да буде блокиран, јер 40% протока мреже није коришћен у образовне намене.
Металика је унајмила саветодавну фирму NetPD за праћење "Напстер" сервиса викендом. Списак од 335.435 Напстер корисника, за које се веровало да су делили Металикине песме, био је састављен, па је састав затражио да буду блокирани са сервиса, док је 60.000 страница документације испоручено Напстеровој канцеларији. Корисници су били блокирани. реп певач, Доктор Дреј придружио се парници против Напстера, након чега је још 230.142 корисника било удаљено са мреже.
Ларс Улрих је дао изјаву Законодавном одбору Сената САД поводом кршења ауторских права 11. јула 2001. године. Савезна судиница Мерилин Хол Пател наредила је да се на мрежи постави филтер у року од 72 сата иначе ће бити искључена. Постигнут је договор између Металике и Напстера када је Немачки медијски конгломерат „Bertelsmann AG“ показао интересовање да откупи ауторска права од Напстера за 94 милиона долара. По условима договора Напстер је пристао да блокира кориснике који деле музику оних аутора који не желе да се њихова музика дели. Ипак, 3. јуна 2002. године, Напстер је поднео захтев за стечајни поступак под окриљем Закона о стечају САД. Септембра 2002. године амерички стечајни суд је блокирао продају Напстера немачкој компанији и приморала га да оде у стечај.
На МТВ-овим наградама за музичке спотове 2000. године Ларс се појавио у скечу Марлона Вејанса који је проклео коришћење Напстера за дељење музике. Марлон је глумио студента који се налази у дому и слуша песму „I Disappear“. Ларс је ушао код њега и затражио му објашњење. Одговорио му је да Напстер користи за дељење фајлова, а Улрих му је узвратио како та идеја о дељењу није ништа друго до позајмљивање туђих ствари без питања. Затим је позвао Металикин тим који је студенту запленио целу имовину, остављајући га скоро голог у празној соби. Творац Напстера Шон Фенинг појавио се касније на церемонији носећи мајицу са натписом Металике и поруком: „Ову мајицу сам позајмио од пријатеља, а ако ми се буде свидела, купићу једну за себе“.

## Чланови

### Садашња постава
- Џејмс Хетфилд - вокал, гитара (1981-)
- Кирк Хамет - гитара (1983-)
- Роберт Трухиљо - бас-гитара (2003-)
- Ларс Улрих - бубњеви (1981-)

### Бивши чланови
- Лојд Грант - гитара (1981)
- Дејв Мастејн - гитара (1982—1983)
- Рон Магавни - бас-гитара (1982)
- Клиф Бартон - бас-гитара (1982—1986)
- Џејсон Њустед - бас-гитара (1986—2001)

## Дискографија

### Демо албум
- Ron McGovney's Garage Demo (1982)
- Power Metal (1982)
- No life 'til Leather (1982)
- Megaforce/KUSF (1983)
- Ride the Lightning (1983)
- Master Of Puppets (1985)
- ...And Justice for All (1987)
- Metallica (1990)
- Fan Can (Load & Reload) (1995)
- Demo Magnetic (2007)

### Студијски албуми
- Kill 'Em All (1983)
- Ride the Lightning (1984)
- Master of Puppets (1986)
- Garage Days Re-Revisited (ЕП) (1987)
- ...And Justice for All (1988)
- Metallica (1991)
- Load (1996)
- Reload (1997)
- Garage Inc. (1998)
- St. Anger (2003)
- Death Magnetic (2008)
- Hardwired... to Self-Destruct (2016)
- 72 Seasons (2023)

### Живи албуми
- Cliff 'em All (ВХС/DVD) (1987)
- Live Shit: Binge & Purge (1993) (Двоструки DVD, ЦД)
- Cunning Stunts (1997)
- S&M (1999)
- Some Kind Of Monster (ЕП) (2004)
- S&M2 (2020)

## Занимљивости
- Први албум Металике требало је да се зове „Metal Up Your Ass“. Пошто издавач то није дозволио, Клиф Бартон је узвикнуо Kill 'em All (мислећи на шефове).
- Те ноћи када је умро у аутобусу Бартон је са Хаметом играо карте. Победник је могао да бира где ће спавати. Бартон је победио и изабрао Хаметово место, последње што је учинио.
- Џон Буш, вокалиста Антракса, одбио је да пева на албуму „Ride the Lightning“.
- Вокалиста Џејмс Хетфилд сакупља гитаре из 1963, године свог рођења.
- Године 2004. љубитељи Металике изабрали су „Sad But True“ за најбољу песму бенда.
- Иако Металика на концертима користи модерне гитаре, на снимању албума користе „старинске“ гитаре.
- Хетфилдова мајка је умрла од рака када је Џејмс имао свега 13 година јер није хтела да иде на операцију, будући да је била врло религиозна, верујући да ће је Бог спасти. О том догађају говори песма "The God that failed" са албума "Metallica"